# Diospyros santaremnensis
Diospyros santaremnensis är en tvåhjärtbladig växtart som beskrevs av Noel Yvri Sandwith. Diospyros santaremnensis ingår i släktet Diospyros och familjen Ebenaceae. Inga underarter finns listade i Catalogue of Life.